# Podagricomela flavitibialis
Podagricomela flavitibialis es una especie de insecto coleóptero de la familia Chrysomelidae. Fue descrita en 1990 por Wang.